# Скотт, Уильям Эрл Додж
Уильям Эрл Додж Скотт (1852—1910) — американский натуралист и орнитолог.

## Биография
Был внуком известного хирурга Джозефа Уоррена Скотта. Изучал естественную историю в университетах. Познакомился с группой орнитологов и вместе с ними основал старейшую в США орнитологическую организацию Nuttall Ornithological Club. В 1873 выпустился из Гарварда, но уже со следующего года изучал естественную историю в школе, основанной умершим незадолго до этого Луи Агассисом.
После завершения своего образования, Скотт ненадолго съездил на Запад, а затем вернулся в Нью-Йорк и стал работать таксидермистом. В 1875 году стал исполняющим куратором музея Принстонского университета. С 1895 курировал там же отдел орнитологии. В эти годы учёный несколько раз отправлялся в экспедиции по стране и на Ямайку, собирая птиц для Принстона.
В 1910 году скоропостижно скончался в своем доме в Саранак Лейк, штат Нью-Йорк.

## Избранные публикации
- Bird Studies (1897)
- Story of Bird Lover (1902)
- Birds of Patagonia (1903)